# 小行星14596
小行星14596（14596 Bergstralh）是一颗绕太阳运转的小行星，为主小行星带小行星。该小行星于1998年9月16日发现。

## 轨道参数
小行星14596的轨道半长轴为2.3781198 UA，离心率为0.217。